# Bart Desmidt
Bart Desmidt (Heist, 7 december 1970) is een Belgische chef-kok, bekend van het restaurant Bartholomeus.
Desmidt groeide op in Heist. Zijn ouders hadden een speelgoedwinkel en zijn opa was visser. In zijn middelbare schoolperiode veranderde hij enkele malen van school tot hij een koksopleiding ging volgen en zo terecht kwam bij Sapinière in Knokke en later in de Marmite. Tijdens zijn militaire dienstperiode kon hij terecht in de keuken van de Belgische Marine. Na zijn diensttijd ging Desmidt werken bij verschillende restaurants in België en Parijs. Halverwege de jaren '90 begon Desmidt samen met zijn echtgenote Sandra Vandegeuchte uit Nevele restaurant  Bartholomeus dat zich vestigde in de oude speelgoedwinkel van zijn ouders. In  januari 2001 kreeg het restaurant een eerste Michelinster, in 2014 volgde een tweede.
In 2019 sloot Desmidt zijn restaurant om in april 2020 weer opnieuw te beginnen met een nieuw concept. Het nieuwe Bartholomeus kreeg direct weer twee Michellinsterren.
Desmidt is een van de vaste chef-koks die regelmatig te zien is in programma's van Njam!